# MAS 49
Il MAS 49 (talora riportato come "MAS-49") è un fucile semiautomatico francese, fabbricato dal 1949, che sostituiva vari fucili bolt-action nel ruolo di fucile d'ordinanza transalpino. Era progettato e costruito dalla fabbrica d'armi statale MAS. La denominazione ufficiale dell'esercito francese è Fusil semi-automatique 7 mm 5 M. 49 ("fucile semiautomatico 7,5 mm modello [19]49").
Il MAS 49 pu prodotto in quantità limitata (20 600 pezzi), laddove la versione MAS 49/56, più corta e più leggera, fu prodotta in grande serie (275 240 esemplari) e distribuita a tutti i rami delle forze armate francesi. Complessivamente, i fucili MAS 49 e 49/56 conquistarono la reputazione di essere precisi, affidabili e facili da conservare anche in ambienti avversi. Tanto i fucili MAS 49 quanto i 49/46 dispongono di una guida sul lato sinistro del castello per installarvi un mirino telescopico atto al tiro di precisione.
I MAS 49 e i MAS 49/56 furono sostituiti come fucili d'ordinanza francesi dal fucile d'assalto FAMAS nel 1979.

## Storia
Il MAS 49 arrivò dopo una serie di piccoli, distinti miglioramenti progettuali. Oggi si potrebbe chiamarlo sviluppo a spirale, in cui vengono cambiati piccoli elementi in modelli successivi, lasciando perdere grandi cambiamenti significativi. Questo fucile semiautomatico francese evolse dal prototipo MAS 38/39, dal MAS 40 e infine dal postbellico MAS 44 e dalle sue varianti minori 44A, 44B e 44C. Erano stati ordinati 50 000 fucili MAS 44 nel gennaio 1945, ma ne furono consegnati solo 6 200 alla Marine nationale. Il MAS 49 fu adottato formalmente dall'esercito francese nel luglio 1949.
Come fucile d'ordinanza sostituiva una pletora di vecchi fucili bolt-action (MAS 36, Lee–Enfield No4, M1903A3 Springfield, U.S. M1917, Berthier, e K98k) impiegati dalle forze armate francesi dopo la fine della Seconda guerra mondiale. Fu utilizzato dalle forze francesi nelle ultime fasi della Prima guerra d'Indocina, oltre che nella Guerra d'Algeria e nella Crisi di Suez.

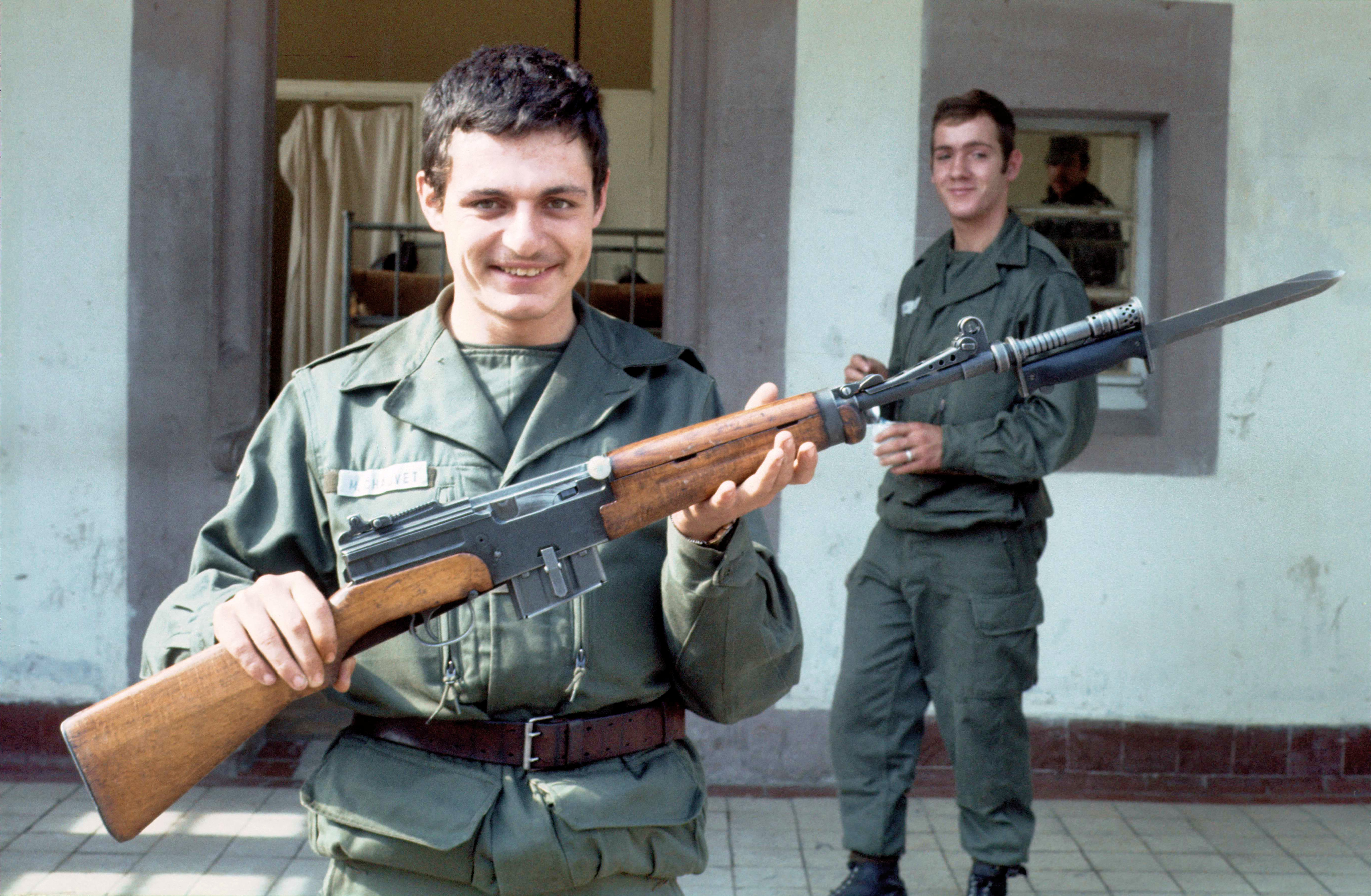
Un caporale francese mostra un MAS 49/56, nel 1976.

Nel 1957 fu introdotta una versione migliorata chiamata MAS 49/56, che faceva tesoro delle esperienze di combattimento in Algeria, Indocina e della Crisi di Suez. A beneficio della mobilità per le truppe meccanizzate e aviotrasportate, il fucile fu accorciato e alleggerito, e inoltre fu adottato un coltello baionetta. Il lanciagranate incorporato del MAS 49 originale fu sostituito da una combinazione lanciagranate/freno di bocca che sparava la granata da 22 mm dello standard NATO. Il fucile è altresì munito di un traguardo d'alzo per lanciare granate collegato al congegno di mira anteriore e di una leva cutoff che impedisce al gas di scoppio di entrare nella canna di recupero gas quando si usa la carica di lancio per tirare la granata.
Si fecero dei tentativi di sostituire il MAS 49, sia con il MAS 54 sia con il FA-MAS Type 62, entrambi fucili da battaglia in calibro 7,62 × 51 mm NATO, ma né l'uno né l'altro riuscì. La produzione del MAS 49/56 terminò nel 1978 e fu sostituito dal fucile d'assalto bullpup FAMAS in calibro 5,56 × 45 mm NATO. Il MAS 49/56 fu ritirato dal servizio nel 1990. Mentre il MAS 49 fu prodotto in appena 20 600 esemplari, il MAS 49/56 fu fabbricato in massa, arrivando ad un totale di 275 240 fucili distribuiti tra il 1957 e il 1978.

## Caratteristiche tecniche

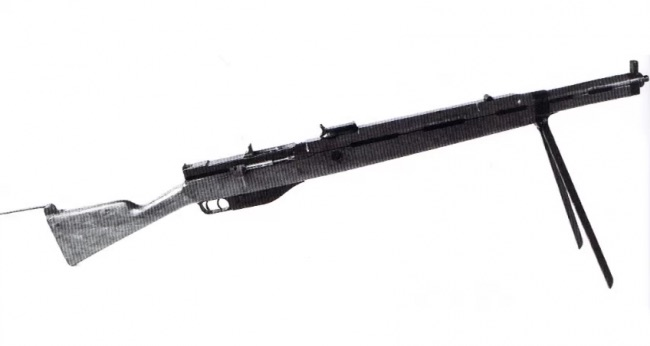
Fucile sperimentale Rossignol ENT (1900).

Il sistema di recupero del gas a presa diretta fu applicato per la prima volta nel 1901 su un fucile militare semiautomatico sperimentale in calibro 6 mm (lo ENT B-5) progettato da Rossignol per le forze armate francesi. Sebbene fossero stati provati dalla MAS a partire dal 1924 diversi prototipi sperimentali che usavano un otturatore oscillante e la presa diretta, il precursore immediato della serie di fucili semiautomatici MAS cal. 7,5 mm è il MAS 38/39. Superò brillantemente un collaudo nel marzo 1939, poco prima della Seconda guerra mondiale, e fu seguito nel maggio 1940 dal quasi identico MAS 1940. Altri esempi di configurazione a presa diretta sono il semiautomatico svedese Automatgevär m/42 adottato nel 1942 e il fucile USA a fuoco selettivo M16 adottato nel 1963. Nel sistema MAS-49 il gas viene aspirato da una porta sulla parte superiore della canna e convogliato direttamente in una cavità cilindrica aperta situata davanti e sopra l'alloggiamento dell'otturatore.
Il sistema ha il vantaggio di non far depositare i residui del gas di sparo sull'otturatore vero e proprio, ma su una parte separata posta sotto l'alloggiamento dell'otturatore. Tutti i fucili semiautomatici MAS 7,5 mm di cui parliamo qui dispongono di un otturatore oscillante a blocco posteriore, come sulla mitragliatrice Colt-Browning M1895, sul BAR (1918), sui fucili semi-auto sperimentali MAS 1924 e 1928, e sui fucili russi Simonov SVT 38 (1938) e SVT-40 (1940).
Lo stesso tipo di caricatore rimovibile da 10 cartucce è compatibile con i fucili MAS 44, MAS 49 e MAS 49/56. Il più vecchio fucile MAS 40 (1940) aveva un serbatoio da cinque colpi incorporato nel castello, analogamente al MAS 36 bolt-action. Il fucile si può ancora caricare usando una stripper clip, ed ha un'apposita guida ricavata nella parete dell'otturatore. Infine, i MAS 49 e i MAS 49/56 sono dotati di una guida sul lato sinistro del castello. Consente di inserire rapidamente un mirino telescopico "Modele 1953" APX L806 (SOM) da 3,85 ingrandimenti, facendolo scorrere e bloccandolo con una levetta a pressione. Il MAS 49 e il MAS 49/56 sono in grado di centrare affabilmente bersagli grandi come una persona fino a 400 m con i congegni di mira regolabili "di serie" e fino a 800 m con l'ottica APX 806L. Il foro è controaffondato alla volata per proteggere la rigatura e mantenere la precisione. La canna scorre liberamente.
Il meccanismo a presa diretta del MAS riduceva il numero di parti dell'otturatore in movimento a sei: l'alloggiamento dell'otturatore, poi l'otturatore oscillante con blocco posteriore che porta l'estrattore, l'eiettore e il percussore, e infine la molla di rinculo. Lo smontaggio per la pulizia tutto il meccanismo di otturatore richiede pochi secondi. Il MAS 49 aveva fama di essere affidabile anche in condizioni di scarsa manutenzione, qualche volta punto con nulla più di stracci e olio motore. Il fucile poteva sopravvivere ad ambienti operativi sfavorevoli (i MAS furono impiegati in Algeria, Gibuti, Indocina e Guiana Francese).

## Commessa siriana per i fucili
La Siria ordinò alla MAS 6 000 fucili MAS 49. Quei fucili furono consegnati nei primi anni 1950, assieme a 12 000 MAS 36 e a uno stabilimento produttivo per munizioni 7,5 x 54 mm. I MAS 49 furono usati fino a metà anni 1960, quando vennero sostituiti da fucili d'assalto AK-47. I fucili della commessa siriana differivano da quelli d'ordinanza francesi per il fatto di avere una baionetta a spiedo identica a quella del MAS 36, oltre a casse e parti metalliche diverse per adattarsi a questa variazione. Su questi fucili è marcata la data 1953 e compaiono matricole comprese tra F33.000 e F39.000.

## Importazione negli USA dei residuati

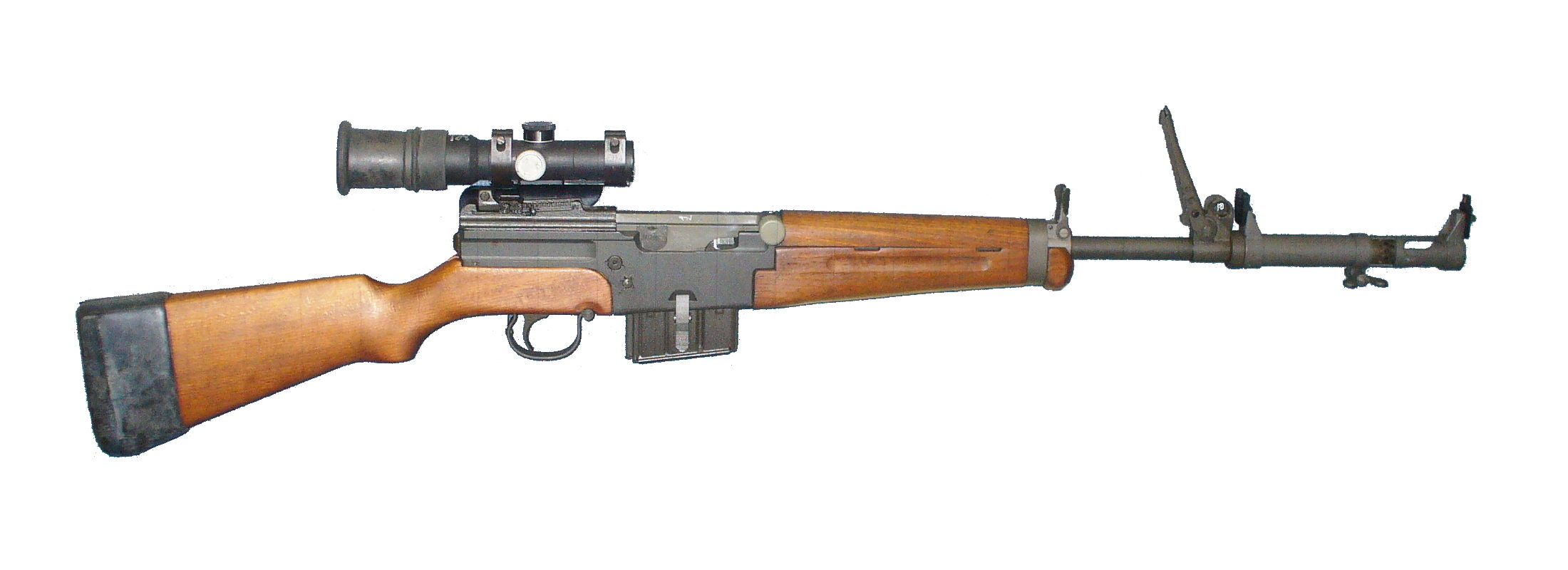
Un MAS 49/56 con ottica APX(SOM) e annesso visore notturno/spegnifiamma, tacca di mira per lanciagranate e cutoff dei gas, entrambi sollevati.

Molti MAS 49/56 importati come residuati negli Stati Uniti furono ricamerati dalla Century International Arms per sparare le cartucce 7,62 mm NATO. Però secondo vari clienti queste specifiche conversioni erano spesso insoddisfacenti (causavano inceppamenti e mancati spari) per difettosa esecuzione. Inoltre, l'accorciamento della canna per adattare al calibro porta lo sfiato dei gas esausti più vicino alla camera di scoppio, determinando una maggior sollecitazione sull'alloggiamento dell'otturatore. A parte queste conversioni Century Arms, circa 250 fucili MAS 49/56 furono convertiti in Francia al calibro 7,62 × 51 mm NATO e assegnati alla Police nationale. Non si ha notizia che questi fucili presentino i difetti delle conversioni Century Arms appena descritti. Alcuni sono stati in grado di migliorare l'affidabilità modificando il perno di arresto del gas con una vite di arresto filettata per la regolazione del gas.
È stato riportato che le munizioni commerciali 7,5 x 54 mm "francesi" non fabbricate Francia per la distribuzione generica producano raffiche (2 o 3 colpi alla volta) a causa di inneschi più sensibili. I pesanti percussori in acciaio originali del MAS 49 e 49/56 possono essere sostituiti con altri in titanio che si trovano in commercio, molto più leggeri, che in genere risolvono il problema delle "raffiche inattese" in queste armi. È anche possibile prevenire il fenomeno slamfire (la cartuccia esplode quando messa "in canna" visto che il pesante percussore per inerzia va a colpire l'innesco) accorciando il percussore di circa 0,5 mm, o modificando l'otturatore in modo da contenere una molla di ritorno del percussore.
Alcuni utilizzatori sono riusciti a convertire caricatori da 20 colpi del FN FAL così da farli funzionare su armi calibro .308 (affine al 7,62 mm NATO) e caricatori da 25 della MAC 24/29 o da 35 colpi della MAC 1931 per il calibro originale 7,5 x 54 mm.

## Utilizzatori
- Algeria[1]
- Benin: MAS-49[11] e MAS-49/56[12][13]
- Burkina Faso: MAS-49/56[14]
- Camerun: MAS-49/56[12]
- Comore: MAS-49/56[15]
- Congo: MAS-49/56[16]
- Costa d'Avorio: MAS-49/56[12][17][18]
- EOKA: durante l'Emergenza di Cipro furono usati MAS-49 rubati[19]
- Francia[1]
- Fronte di Liberazione Eritreo: ottenne alcuni MAS-49/56 attraverso la  Somalia francese[20]
- Gabon: MAS-49/56[12]
- Libano: MAS-49 e MAS-49/56[21]
- Madagascar[22]
- Mali: MAS-49/56[23]
- Marocco: MAS-49/56[12]
- Mauritania: MAS-49/56[24][25]
- Monaco, Compagnie des Carabiniers du Prince: MAS-49[11][26]
- Niger: MAS-49/56[27]
- Repubblica Centrafricana:[28] 60 MAS-49/56 utilizzati nel 1963 dalla gendarmeria[29]
- Ruanda: MAS-49/56[30]
- Senegal: MAS-49/56[31]
- Seychelles: MAS-49/56[32]
- Siria[33][34]
- Tunisia: MAS-49 e MAS-49/56[35]
- Zimbabwe[36]